# 安德魯索瓦
47°18′1″N 29°52′18″E / 47.30028°N 29.87167°E
安德魯索瓦（烏克蘭語：Андрусова）是位於烏克蘭西南部的村莊，由敖德萨州羅茲季利納區的扎季什希亞市鎮負責管轄。該村始建於1865年，面積0.26平方公里，海拔高度182米，2001年人口68，人口密度每平方公里261.54人。

## 外部連結
- Андрусова на сайте Верховной рады Украины[永久] （乌克兰語）